# Гонорівка (Хмельницький район)
Гонорі́вка — село в Україні, у Волочиській міській територіальній громаді Хмельницького району Хмельницької області. Населення становить 146 осіб.

## Розташування та географія місцевості
Село Гонорівка розташоване на берегах річки Грабарки за 17 кілометрів від районного центру. Загальна площа села становить 104,3 га.
Сусідні населені пункти:

## Назва
За спогадами старожилів, у селі був пан, який мав маєток і землі. В пана була дочка Гонора. Від її імені і походить назва села Гонорівка.

## Символіка
Герб та прапор були затверджені 17 жовтня 2018р. рішенням №872 XLVII сесії міської ради VII скликання. Автори - В.М.Напиткін, К.М.Богатов.
В срібному щиті з лазуровою хвилястою базою червоний будинок із золотими вікнами, супроводжуваний вгорі червоною геральдичною трояндою з зеленими листками і золотою серединкою. Щит вписаний в декоративний картуш і увінчаний золотою сільською короною. Унизу картуша напис "ГОНОРІВКА".
Будинок над водою, супроводжуваний квіткою вгорі – символ легенди про доньку пана, на честь якої названо село.

## Населення

### Мова
Розподіл населення за рідною мовою за даними перепису 2001 року:
| Мова       | Кількість | Відсоток |
| ---------- | --------- | -------- |
| українська | 146       | 100%     |

## Історична довідка
Село було засноване в 1740 році і належало Юзефу Потоцькому, Воєводі київському. В 1772 році він продав Волочиськ та інші належні йому села (в тому числі і Гонорівку) коронному маршалку Фрідріху Мошинському за 1700 тисяч злотих. Фрідріх Мошинський був сином підскарбія (міністр фінансів) Яна Конти і графині Косел, позашлюбної дочки польського короля Августа ІІ — один з найбагатших польських магнатів, у власності якого було 169,4 тисяч десятин землі, багато крамниць і промислових підприємств.
Наприкінці XIX ст. у селі було 69 домів і 404 жителі. До революції 1917 року село належало графу Лєдуховському. Жителі села працювали на графських полях, доглядали графську худобу, працювали в графському маєтку, а після війни у колишньому графському маєтку було відкрито початкову школу, яка існувала до початку 80-х років.
7 (20) листопада 1917 року, відповідно до Третього Універсалу Української Центральної Ради, увійшло до складу Української Народної Республіки.
У 1929 році розпочався період примусової колективізації. У 1931 році більшість селян Гонорівки були членами артілі.
В 1941 році розпочалась Німецько-радянською війною. Багато колгоспників було призвано до лав Червоної Армії для боротьби проти німців. Жителі, які залишилися в селі, всіляко допомагало військовим частинам, які зайняли оборону в селі, будували окопи, робили укріплення [джерело?]. В селі є лісок, де в роки війни переховувались радянські партизани. Під час наступу радянських військ на захід у 1944-му загинуло 16 вояків ЧА. На місці, де вони загинули, знаходилася братська могила. На початку 60-х років, у зв'язку з тим, що на той час Гонорівка відносилось до Маначинської сільської ради, братська могила була перенесена до села Маначин. Тридцять сім жителів села загинуло під час війни на стороні Червоної Армії. Пізніше в селі було споруджено обеліск. Кожного року біля обеліска в «День Перемоги» проводиться мітинг та панахида. На каторжні роботи до Німеччини було вивезено 30 чоловік, двоє з них не повернулося додому живими.
В 1952 році був утворений колгосп, у який входили села Гонорівка та Маначин. Головою колгоспу був Смарунь, який розпочав будівництво сільського клубу.
В 1956 році Гонорівка від'єдналося від села Маначин і було приєднане до села Рябіївка. Головою колгоспу ім. Кірова був Сирота Іван Устимович. На території колгоспу викопано 11 ставків.
В 1961 році в селі побудували магазин.
В 1963 році головою колгоспу обрано Ковальчука Федора Михайловича.
В 1965 році село було електрифіковане, а люди старшого віку почали одержувати пенсії.
В 1975 році колгоспи «Комуніст» та «Перемога» села Клинини було об'єднано, центр — село Клинини. Головою колгоспу став Скорий І. А.
20 лютого 1987 року в селах Рябіївка та Гонорівка утворено колгосп «Світанок». Головою правління обрано Борсука В. Г. В лютому 1990 року головою правління став Гранатир П. В.

### Часи незалежності
В лютому 1994 року головою правління колгоспу «Світанок» обрано Голдасевича В. Б. 20 січня 1994 року прийнято нову форму господарювання — колективне сільськогосподарське підприємство.
В січні 1994 року знову утворилася Рябіївська сільська рада, до складу якої увійшли села Рябіївка та Гонорівка. Головою сільської ради було обрано Еркулова Олександра Матвійовича. У грудні 1996 року головою сільської ради обрано П'єнтого Степана Аксентійовича. 29 березня 1998 року до Рябіївської сільської ради було обрано 15 депутатів. На території села Рябіївка утворено 11 округів, а в селі Гонорівка — 4 округи. Депутатами районної ради обрано Голдасевича Володимира Болеславовича та Матяніна Юрія Миколайовича.
Станом на 01 січня 2006 року в селі налічувалося 76 дворів з населенням 118 чоловік.
В грудні 2006 року розпочато газифікацію села Гонорівка. Підвідний газопровід був прокладений за кошти районного бюджету, а по селу — за кошти населення. Село газифіковане повністю.
Станом на 01 січня 2007 року в селі налічувалося 75 дворів з кількістю населення 115 чоловік.
В селі є фельдшерсько-акушерський пункт. У 2007 році за кошти місцевого ПП «Агро-Надра» було придбано новий будинок для фельдшерсько-акушерського пункту.
Станом на 1 січня 2008 року в селі Гонорівка налічується 75 дворів з кількістю населення 116 чоловік.
12 червня 2020 року, відповідно до розпорядження Кабінету Міністрів України № 727-р «Про визначення адміністративних центрів та затвердження територій територіальних громад Хмельницької області», увійшло до складу Волочиської міської громади.
19 липня 2020 року, в результаті адміністративно-територіальної реформи та ліквідації Волочиського району, увійшло до складу новоутвореного Хмельницького району.
В 1953 році в селі Гонорівка народився Попович Петро Петрович, який проживає та працює слідчим у Міністерстві внутрішніх справ у м. Київ.

## Політика
Голова селищної ради — Іванчук Наталія Вікторівна 1977 року народження, вперше обрана у 2006 році.. Висунута партією Народний блок Литвина
До складу Рябіївської сільської ради входить 15 депутатів, з них 5 — від Народної партії, 3 — від Партії регіонів, 3 — від партії «Наша Україна», решта — позапартійні.